# زیمنس بیلدینگ تکنالوجی
زیمنس بیلدینگ تکنالوجی (انگلیسی: Siemens Building Technologies) شرکت تجهیزات خانگی سوئیسی است، که در سال ۱۹۹۸ تأسیس شد.